# 하르나크의 부등식
하르나크의 부등식(독일어: Harnack-Ungleichung, Harnack's inequality, -不等式)은 발트 독일인 수학자 칼 구스타프 악셀 하르나크(Carl Gustav Axel Harnack)가 1887년 논문에서 처음으로 제출한 부등식이다. 복소해석학 및 조화해석학의 문제에서 주로 이용되며, 푸아송 적분공식을 통해 증명할 수 있다. 기본적으로는 하르나크가 제시한 정리인 하르나크의 원리를 증명하는 데 사용된다.

## 공식화
복소변수 실수값 함수 u(z)가 |z - z0| < R에서 조화함수이고 u(z)≥0이면, z - z = reiθ라 할 경우 다음 부등식이 성립한다.
- {\displaystyle u(z_{0}){\frac {R-r}{R+r}}\leq u(re^{i\theta })\leq u(z_{0}){\frac {R+r}{R-r}},(r<R).}

## 같이 보기
- 조화함수
- 푸아송 핵
- 하르나크의 원리

## 참고 문헌
- 고석구, 《복소해석학개론》, 경문사, 2005.
- Harnack, A. (1887), Die Grundlagen der Theorie des logarithmischen Potentiales und der eindeutigen Potentialfunktion in der Ebene, Leipzig: V. G. Teubner